# Mitski
Mitsuki Miyawaki znana jako Mitski (ur. Mitsuki Laycock; 27 września 1990) – japońsko-amerykańska piosenkarka, autorka tekstów.

## Dyskografia
- Lush (2012)
- Retired from Sad, New Career in Business (2013)
- Bury Me at Makeout Creek (2014)
- Puberty 2 (2016)
- Be the Cowboy (2018)
- Laurel Hell (2022)
- The Land Is Inhospitable and So Are We (2023)